# Видим ти лађу на крају пута
Видим ти лађу на крају пута је југословенски телевизијски филм из 1987. године. Режирао га је Милош Радовић, а сценарио је написала Биљана Максић.